# Ірінджибал
Ірінджибал (монг. Ринчинбал, Rinčinbal), храмове ім'я Нінцзун (кит.: 寧宗; піньїнь: Níngzōng; 1326 —14 грудня 1332) — десятий імператор династії Юань, великий каган Монгольської імперії.

## Життєпис
Народився 1326 року в родині імператора Хошіли та Бабуша-хатун. Після смерті імператора Туг-Темура ситуація залишилася незрозумілою щодо спадкоємця: спочатку ним був син Туг-Темура Ел-Телус, згодом Туг-Темур призначив спадкоємцем небожа Тоґон-Темура. Після смерті Туг-Темура точилася боротьба між монгольськими князями щодо призначення нового імператора. Завдяки удові Туг-Темура Будашірі новим імператором став Ірінджибал. Проте він формально правив 43 дні, після чого його було вбито. Припускають також, що він помер від чуми 14 грудня 1332 року[джерело?].